# Eupithecia ochrosoma
Eupithecia ochrosoma là một loài bướm đêm trong họ Geometridae.